# Bitwa o Midway (film 1976)
Bitwa o Midway (ang. Midway) – amerykański historyczny dramat wojenny z 1976 w reżyserii Jacka Smighta.
Wykorzystano w nim niektóre sceny z japońskiego filmu wojennego Burza nad Pacyfikiem z 1960 i japońsko-amerykańskiego filmu wojennego Tora! Tora! Tora! z 1970.  

## Treść
Akcja rozgrywa się w 1942, przedstawiając przebieg słynnej bitwy pod Midway stoczonej przez okręty amerykańskiej marynarki wojennej z flotą japońską. Prolog wydarzeń stanowi nalot eskadry Doolittle’a na terytorium Japonii, który zainicjował szeroko zakrojone działania strony japońskiej, zmierzające do opanowania ważnych strategicznie wysp Midway. Starcie określane często jako „bitwa lotniskowców” okazało się decydujące dla dalszego przebiegu walk na Pacyfiku w trakcie II wojny światowej. 

## Obsada
- Charlton Heston – komandor Matthew Garth
- Henry Fonda – admirał Chester Nimitz
- James Coburn – komandor Vinton Maddox
- Hal Holbrook – komandor Joseph Rochefort
- Glenn Ford – kontradmirał Raymond Spruance
- Robert Mitchum – wiceadmirał William F. „Bull” Halsey Jr.
- Ed Nelson – kontradmirał Harry Pearson
- Robert Webber – kontradmirał Frank Jack Fletcher
- Robert Wagner – komandor podporucznik Ernest Blake
- Cliff Robertson – komandor Carl Jessop
- Tom Selleck – doradca kapitana Cyrila Simarda
- Phillip Allen – komandor podporucznik John „Jimmy” Thach
- Christopher George – komandor podporucznik Clarence McClusky
- Biff McGuire – kapitan Miles Browning
- Monte Markham – komandor Maxwell Leslie
- Edward Albert – podporucznik Thomas Garth
- Christina Kokubo – panna Haruko Sakura
- Robert Ito – komandor Minoru Genda
- Conrad Yama – admirał Nobutake Kondō
- Sab Shimono – porucznik Tomonaga
- James Shigeta – wiceadmirał Chūichi Nagumo
- Toshirō Mifune – admirał Isoroku Yamamoto